# Astronomía en Colombia
La posición geográfica de Colombia, en la zona ecuatorial, le otorga el privilegio de la observación de los dos hemisferios celestes.

## Historia

### Época precolombina
Se sabe poco de los conocimientos astronómicos de los pobladores del territorio colombiano durante la Época precolombina. El desarrollo agrícola de las culturas implica un cierto conocimiento en el calendario.
El calendario de la cultura fue descrito por la Madrid quien estudió los descendientes a finales del siglo XVIII. El año se distribuía en lunas, y veinte de estas componían el año civil común, conteniendo treinta y siete el de los Sacerdotes. Veinte de estos grandes años, conformaban el ciclo. Para distinguir los días lunares, las lunas y los años, se empleaban periódicas cuyos diez términos eran números (1, 2, 3, 4, 5, 6, 7, 8, 9, 10).
Es importante resaltar el papel de los Muiscas en la astronomía precolombina. El calendario Muisca es un sistema de medición del tiempo utilizado por el pueblo Muisca, este calendario estaba estrechamente vinculado con la astronomía y era utilizado para organizar las actividades agrícolas, ceremoniales y sociales.
El calendario Muisca estaba basado en la observación de fenómenos celestiales, especialmente en el movimiento aparente del sol y la luna. A diferencia de los calendarios occidentales que se centran en el año solar, el calendario Muisca también tenía en cuenta los ciclos lunares.
Contaban los días a través del sol, los meses por lunas. Los años eran de doce lunaciones, que comenzaban en enero y finalizaban en Diciembre.
Dividían en tres partes de diez días el mes. Pasaban los diez primeros separados de sus mujeres, mascando una mezcla de hojas de coca y sale, los siguientes laboraban, en los últimos se dedicaban al descanso acompañados de sus mujeres. 
Los días lo dividían en Sua (día),Sua Mena, desde la salida del Sol, hasta el mediodía,Sua Meca, desde el mediodía, hasta la puesta del Sol,Za (noche),Zasca desde la puesta del Sol, hasta la medianoche, y por último,Cagui, desde la medianoche, hasta la nueva salida del Sol.

.

### Época colonial
El primer manuscrito sobre astronomía y cronología escrito en la Nueva Granada a finales del siglo XVII tiene por autor a Antonio Sánchez de Cozar (1634-1698), un humilde sacerdote con ascendencia indígena, cuya importancia ha pasado desapercibida para los historiadores de la ciencia en el país, aun cuando ya a mediados del siglo XIX se había  dado a conocer como pieza literaria. Este documento tiene por título. "Tratado de Astronomía y de la reformación del tiempo "(1696). En dicho trabajo se hace un análisis de algunos aspectos relevantes de astronomía que muestran un pensamiento original e independiente del autor, tales como su propuesta dinámica del movimiento de los cielos, la introducción de un cielo entre Mercurio y la Luna y la propuesta de reforma al calendario gregoriano. El manuscrito también contiene las primeras efemérides astronómicas realizadas en territorio neogranadino, consistentes en fases lunares y eclipses, cuyas fechas de ocurrencia están referidos a la hora local de una población del Nuevo Mundo: el municipio de Vélez, Santander.
revista de la Academia Colombiana de Ciencias Exactas Físicas y Naturales.
El primer observatorio astronómico de América, fue construido en Santa Fe para la Real Expedición Botánica del Nuevo Reino de Granada encomendada a José Celestino Mutis, y su primer director fue el colombiano Francisco José de Caldas (1768-1816). Toma posesión del mismo en 1805 e incorpora al pequeño refractor y equipo existente, nuevos instrumentos. Desde él, el naturalista y prócer estima en 36′ 06″ la latitud del histórico lugar y hace otras observaciones de interés astronómico, geodésico y climático

### Época republicana
Entre los astrónomos colombianos, sobresale el Matemático e Ingeniero Civil Julio Garavito Armero (1865-1920), director del anterior Observatorio en 1892, profesor de astronomía, cálculo infinitesimal y mecánica racional, quien además de sus trabajos de astronomía observacional y astronomía dinámica, determina las órbitas de los cometas de 1901 y 1910 usando sus registros de observación. Además logró demostraciones originales de teoremas relativos al cambio de variables canónicas y trabajos empleando estas variables para órbitas elípticas; y haber desarrollado una expresión para el complejo problema de los tres cuerpos, con las “Fórmulas Definitivas para el Movimiento de la Luna” su obra más importante; quiso alcanzar un instrumento teórico de gran utilidad para preparar efemérides como complemento del cronómetro en la determinación de longitudes. Hubiera alcanzado su tarea, pero murió en marzo de 1920 a la edad de 54 años.
Para honrar su memoria, el 3 de octubre de 1970 la Unión Astronómica Internacional designa con el nombre de a un cráter de 80 km en la parte oculta de la luna cuyas coordenadas.son
Hoy Colombia cuenta con programas de estudio de posgrado a nivel de maestría y doctorado en la Universidad Nacional de Colombia, institución que tiene a su cargo el histórico observatorio de 1803 (Sede Histórica) y el observatorio del campus en Bogotá (Sede Académica), ambos adscritos a su Facultad de Ciencias.

## Observatorios astronómicos en funcionamiento en Colombia
Pese a su excelente ubicación geográfica y altas montañas que facilitarían la observación, los observatorios existentes en Colombia son pequeños y con capacidades sumamente limitadas para las necesidades de la astronomía profesional contemporánea, esto debido también a la poca presencia de noches despejadas durante el año, típica de la zona tropical. La mayor parte están asociados a universidades:
| Observatorio                                                                                                   | Tipo de Telescopio | Diámetro de Telescopio (cm) | Tipo de cámara | Anotaciones | Enlace |
| --- | --- | --------------------------- | --- | --- | --- |
| Universidad Sergio Arboleda (Bogotá)                                                                           | TORUS CC04 | 41 cm                       | CCD APOGEE 7b | Telescopio de tipo profesional y especialmente diseñado para obtener espectros                                            | http://www.usergioarboleda.edu.co/observatorio/                                                                              |
| Universidad de Nariño (Pasto).                                                                                 | Siete Telescopios: 16" STARFINDER MEADE (1); 14" MEADE Schmidt-Cassegrain LX200 GPS (1); CGE 1400 CELESTRON-Equatorial (1);8" LX200GPS MEADE (2); CELESTRON 8" (1); Telescopio Solar CORONADO (1), Radiotelescopio JOVE. | 41 cm                       | STL-1001E SBIG, CCD ST7XME-SBIG, CCD ST7-E SBIG, 2 cámaras MEADE, 2 cámaras ASTROVID , ESPECTRÓMETROS DE ALTA RESOLUCIÓN: SHELYAK & SBIG, LPI-G Color camera SBIG, LPI Color camera CELESTRON | Investigaciones a nivel de formación de estudiantes de pregrado en: EXOPLANETAS, ASTEROIDES, COMETAS, DISCOS DE ACRECIÓN. | |
| Universidad de los Andes (Bogotá)                                                                              | MEADE Schmidt-Cassegrain | 41 cm                       | CCD | Espectrógrafo diseñado por estudiantes                                                                                    | http://observatorio.uniandes.edu.co/ Archivado el 7 de julio de 2007 en Wayback Machine.                                     |
| Universidad Nacional de Colombia (Sede Manizales).                                                             | Celestrón Schmidt-Cassegrain | 35.56 cm                    | | | [Observatorio Astronómico de Manizales OAM ] http://oam.manizales.unal.edu.co/                                               |
| Observatorio Astronómico Nacional, Universidad Nacional de Colombia - (sede Bogotá)                            | Telescopio PlaneWave CDK 17". Telescopio Celestron 9.25" Ritchey-Chrétien. Telescopio Meade 16" LX200GPS | 43.2 cm, 23.5 cm, 40.64 cm  | CCD | | Observatorio Astronómico Nacional de Colombia https://web.archive.org/web/20080511173449/http://www.ciencias.unal.edu.co/oan |
| Planetario y Observatorio Astronómico Universidad Tecnológica de Pereira.                                      | Telescopio Meade 16" LX200-GPS. Telescopio Celestron Ultima 11" | 40.64 cm y 27.94 cm         | SBig ST-9 CCD, Meade DSI Pro II CCD - Celestron Neximage CCD Solar System Imager, Espectrógrafo Shelyak Lhires III High Resolution                                                            | Cámara Sbig con rueda de 5 filtros fotométricos, Espectrógrafo Lhires III con grating de 2400 líneas/mm                   | http://www.utp.edu.co/ |
| Biblioteca Departamental Jorge Garcés Borrero (Santiago de Cali)                                               | Telescopio Dobson 16" | 45.72 cm                    | Sistema computarizado de grabado y seguimiento astral. | Responsable, Coordinador Arlex López                                                                                      | 2 metros de altura, 45.72 cm de diámetro, distancia focal de 4 metros. Abierto para todo el público.                         |
| Observatorio Julio Garavito Armero. Colegio Gimnasio Campestre (Bogotá)                                        | Telescopio Meade 12" y Telescopio Solarmax 60 | 30 cm                       | | Abierto para colegios y universidades.                                                                                    | |
| Observatorio HALLEY. Universidad Industrial de Santander. Grupo Halley de Astronomía y Ciencias Aeroespaciales | Telescopio Plane Wave 17" | 43.18 cm                    | StarShoot G3 Color Camera. StarShoot Deep Space II | Telescopio profesional f6. Sistema computarizado.                                                                         | http://halley.uis.edu.co/ |
| Planetario y Observatorio Astronómico Colegio Gimnasio Vermont.                                                | Telescopio Celestron EdgeHD 14". Celestron NexStar 8 Schmidt-Cassegrain. Telescopio solar Coronado PST | 35.56 cm                    | ZWO ASI294MC Pro, ZWO ASI120 Mini, Celestron NexImage 10 | | https://www.gimnasiovermont.edu.co/                                                                                          |

## Asociaciones de astronomía en Colombia
- Red de Estudiantes Colombianos de Astronomía (RECA) - Es una organización que busca crear y mantener vínculos entre estudiantes Colombianos en formación de astronomía y profesionales de la astronomía. Con programas desde estudiantes de colegio para motivarlos en esta área, como asesoramiento a estudiantes de pregrado que se quieren profesionalizar en astronomía y no saben que camino tomar. Y también con un programa de investigación de verano para mejorar las hojas de vida de los estudiantes.
- Red de Astronomía de Colombia R.A.C. - Organización que agrupa a los Planetarios, Observatorios Astronómicos y Grupos de divulgación de las Ciencias del Espacio a nivel nacional. Conformada desde 1998. Realiza cada dos años el encuentro de la Red de Astronomía de Colombia, que es la reunión más grande de divulgadores de las ciencias del espacio que se realiza en el país. Ver: https://rac.net.co/
- Asociación Colombiana de Estudios Astronómicos (ACDA)
- ASASAC. ASOCIACIÓN DE ASTRÓNOMOS AUTODIDACTAS DE COLOMBIA. Fundada en 1967 por el señor William Cepeda. Realiza actividades de Observación y divulgación. Está conformada por 40 miembros de las más diversas profesiones. Desde 1977 realiza el Festival de Astronomía de Villa de Leyva. En el Planetario de Bogotá dicta conferencias para todas las personas interesadas los días sábados a partir de las 3 p. m.
- Sociedad Antioqueña de Astronomía http://saastronomia.org/ (enlace roto disponible en Internet Archive; véase el historial, la primera versión y la última).
- Asociación de Astrónomos Aficionados de Cali.[3]

*** Grupos de astronomía autodidactas y aficionados ***
- GAG Grupo de astronomía Guane de Colombia #astroguane @astroguane, (sede principal San Gil Santander) director científico Mauricio MonsalveC miembro de la RAC - astroguane.blogspot.com - https://facebook.com/groups/721536754657747/